# Vânjuleț
Vânjuleț là một xã thuộc hạt Mehedinți, România. Dân số thời điểm năm 2002 là 1942 người.